# Brachycalanus antarcticus
Brachycalanus antarcticus is een eenoogkreeftjessoort uit de familie van de Phaennidae. De wetenschappelijke naam van de soort is voor het eerst geldig gepubliceerd in 2005 door Schulz.